# 2 Live Crew
2 Live Crew foi um grupo de hip hop, fundado em Miami, Flórida. Eles causaram considerável controvérsia com suas letras que continham temas sexuais, particularmente no álbum As Nasty As They Wanna Be, que vendeu mais de 1 milhão de cópias.

## Discografia
Álbuns de estúdio
- The 2 Live Crew Is What We Are (1986)
- Move Somethin' (1988)
- As Nasty As They Wanna Be (1989)
- Banned in the U.S.A. (1990)
- Sports Weekend: As Nasty as They Wanna Be, Pt. 2 (1991)
- Back at Your Ass for the Nine-4 (1994)
- Shake a Lil' Somethin' (1996)
- The Real One (1998)

Álbuns ao vivo
- Live in Concert (1990)